# Zospeum
Genre
Zospeum est un genre d'escargots terrestres à respiration aérienne de type mollusque pulmoné (Pulmonata). Ce gastéropode appartient à la famille des Ellobiidae. De petites tailles, ils vivent essentiellement dans des grottes.

## Description

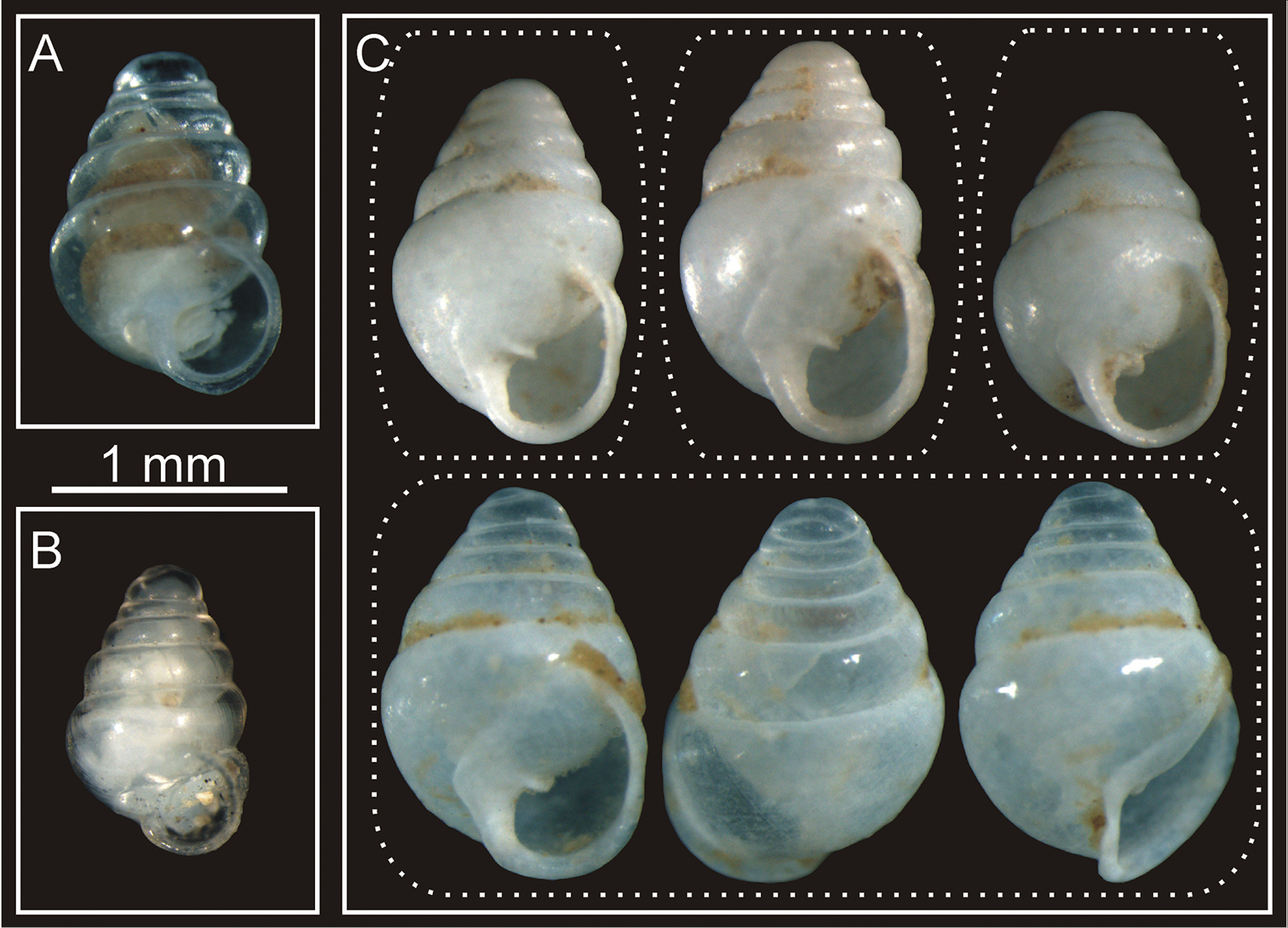
Espèces de Zospeum

La coquille des Zospeum est très petite (1 à 2,5 mm de hauteur et 0,8 à 1,5 mm de large) et mince. Les Zospeum vivants ont une coquille transparente qui reçoit une couleur blanc laiteux après la mort. La surface de la coquille est fine et lisse avec des rayures en spirale. Ces animaux sont de véritables hermaphrodites, l'insémination est effectuée sur un côté avec un partenaire, l'un agissant en tant que femelle, l'autre comme mâle.
Les espèces de Zospeum sont exclusivement des habitants de grottes et de colonnes karstiques. Ils se trouvent à partir du niveau de la mer à 1850 m. Ces escargots vivent sur les parois des grottes constamment humides, sur le sol de la grotte ou sur du bois pourri. Ils se déplacent, avec seulement environ 1 à 15 cm par semaine, en moyenne, soit environ 7 mm par jour, dans une température habituellement inférieure à 10 °C et à une humidité de 97 % à 100 %.
Le nombre d'espèces de Zospeum est encore incertain, car il n'existe pas encore de révision moderne et complète pour ce genre.

## Espèces
- Zospeum allegrettii Conci, 1956
- Zospeum alpestre Freyer, 1855
- Zospeum amoenum Frauenfeld, 1856
- Zospeum bellesi E. Gittenberger, 1973
- Zospeum biscaiense Gómez & Prieto, 1983
- Zospeum cariadeghense Allegretti, 1944
- Zospeum exiguum Kušcer, 1932
- Zospeum frauenfeldii Freyer, 1855
- Zospeum galvagnii Conci, 1956
- Zospeum globosum Kušcer, 1928
- Zospeum isselianum Pollonera, 1887
- Zospeum kusceri A.J. Wagner, 1912
- Zospeum lautum Frauenfeld, 1854
- Zospeum obesum Frauenfeld, 1854
- Zospeum percostulatum Alonso, Prieto, Quiñonero-Salgado & Rolán, 2018[1]
- Zospeum pretneri Bole, 1960
- Zospeum schaufussi Frauenfeld, 1862
- Zospeum spelaeum Rossmässler, 1839
- Zospeum suarezi E. Gittenberger, 1980
- Zospeum subobesum Bole, 1974
- Zospeum tholussum Weigand, 2013
- Zospeum turriculatum Allegretti, 1944
- Zospeum trebicianum Stossich, 1899